# Masseira
As masseiras ou campos masseira constituem uma forma de agricultura única no mundo, existente nas freguesias da Estela, Navais e Aguçadoura  na Póvoa de Varzim e nas vizinhas freguesias de Apúlia e  Fão em Esposende. Esta forma de agricultura consiste em fazer uma cova larga e retangular nas dunas. 
Nos cantos da cova conhecidos como "valos", são cultivadas vinhas, de forma a proteger a área central dos ventos. Na área central, encontra-se água doce, não salgada como poderíamos supor, e tudo pode ser cultivado, mas são necessárias grandes quantidades de água e sargaço (para fertilizar o solo) para que o que é cultivado brote.
Com esta cova de apenas alguns metros de profundidade consegue-se um aumento térmico, que aliado aos "valos" e às vinhas que protegem o campo dos ventos, fazem com que as masseiras funcionem como uma espécie de estufa.
Estes "valos" são construidos com a areia retirada do terreno, que estava a mais, tendo funções, como por exemplo, criar um microclima e também de vedar o terreno. Não se pode esquecer que a construção das masseiras era manual, não havendo maquinas nem transportes capazes de transportar a areia sobrante para outros locais, ficando nas beiras do terreno, formando os "valos".

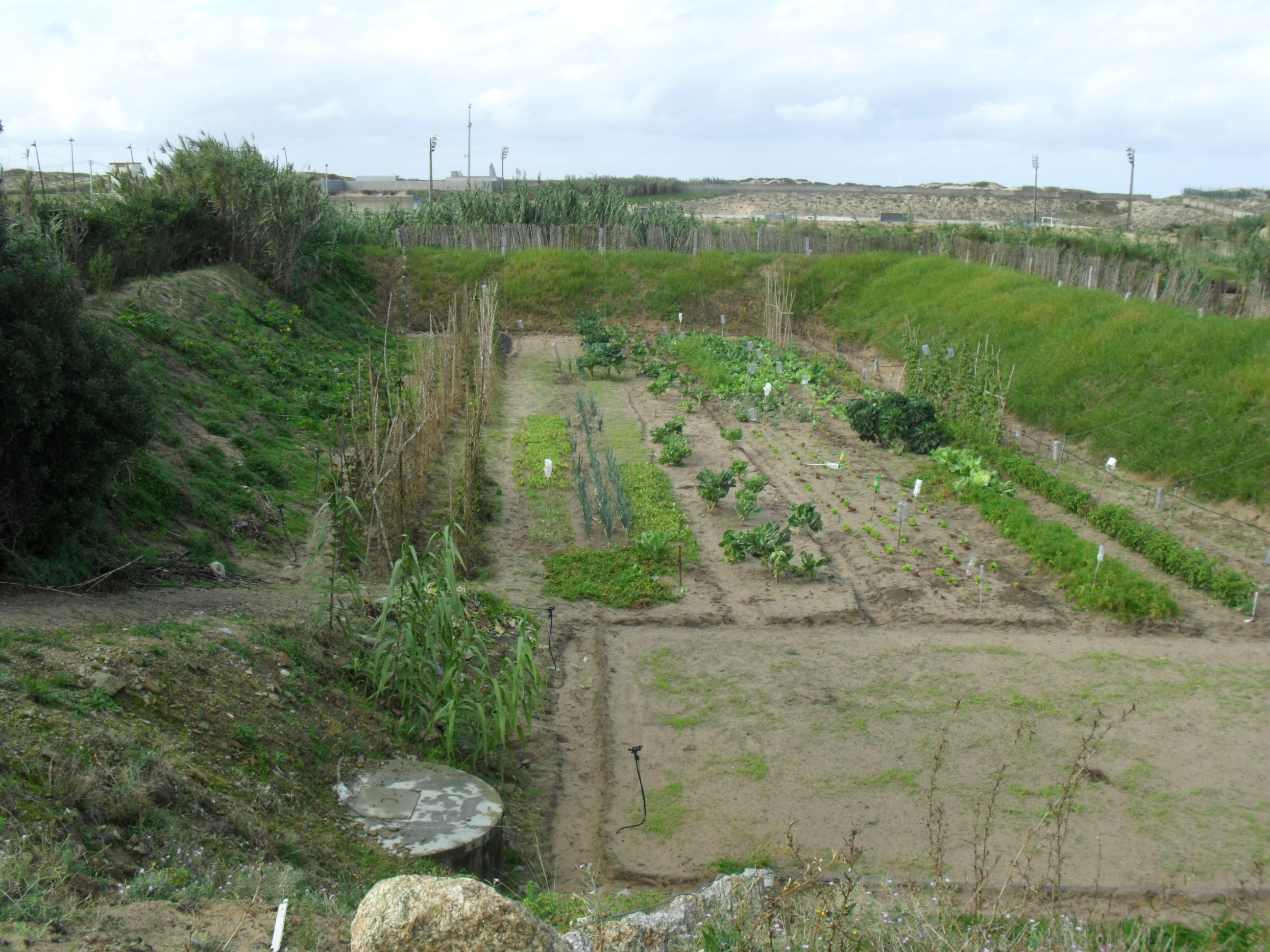
Campo masseira

Este tipo de agricultura foi inventada no século XVIII por monges beneditinos da abadia de Tibães.
Até ao início do século XIX o areal que constituía as dunas entre o cabo de Santo André e a foz do rio Cávado eram um obstáculo à fixação humana e constituíam uma ameaça às terras de cultivo que se encontravam mais a nascente.
Esta faixa litoral com cerca de 2 km de largura e 10 km de comprimento estava bastante sujeita aos ventos que faziam perigar os terrenos de “terra preta” contíguos às dunas. Por volta de 1800, numa tentativa de fixar as areias, iniciou-se a plantação de pinheiros nas dunas da zona de Aguçadoura que se estenderia gradualmente até ao rio Cávado.
No final do século XIX, devido ao elevado crescimento demográfico, os agricultores de Aguçadoura (povoação que se encontra parcialmente em cima desta antigas dunas) começaram a sentir necessidade de mais terrenos para as suas sementeiras. Então alguns agricultores da zona norte desta povoação resolveram fazer pequenas hortas nos terrenos junto às suas habitações, sendo que para o efeito retiravam a camada superficial da areia.
Cerca de 1880 alguns agricultores começaram a retirar uma maior camada de areia para chegar a camadas mais húmidas, sendo a areia removida colocada nos extremos da propriedade, dando aos terrenos a forma de masseira. Como estes terrenos estavam rebaixados, no inverno não tinham capacidade de absorção, pois estavam muito perto dos lençóis freáticos. De modo a resolver este problema construi-se um sistema para escoar as águas denominado “sangração”.
Para fixar as areias nos "valos" das masseiras plantaram-se videiras no sopé, e estas cresciam pelos "valos" acima. Contudo a produção de uvas era fraca, pois as videiras estavam em contacto com as areias, que durante o dia aqueciam bastante. Esta questão também se resolveu pois levantaram-se as videiras sobre estacas com cerca de meio metro de altura do que resultou um imediato aumento de produção. 
Até 1900 eram cerca de 20 os proprietários que faziam o aproveitamento deste tipo de terrenos, mas verificando-se a abundância de produção, este sistema de cultivo generalizou-se.
Hoje em dia é um tipo de agricultura em riscos de extinção devido à popularização das estufas na região e até mesmo ao uso das areias para a construção civil. A Câmara da Póvoa de Varzim concedeu 4 948 377 m2 do seu território para serem de uso exclusivo de masseiras, de forma a proteger este tipo de agricultura.

## Ligação externa
- Vista aérea das masseiras no Google maps
- Masseira - Portal Municipal da Póvoa de Varzim